# Saint-Rhémy-en-Bosses
Saint-Rhémy-en-Bosses – miejscowość i gmina we Włoszech, w regionie Dolina Aosty, w dolinie Valle del Gran San Bernardo w Alpach Pennińskich.
Według danych na styczeń 2009 gminę zamieszkiwało 370 osób przy gęstości zaludnienia 5,7 os./1 km².